# Concerto grosso opus 3 no 1 de Haendel
Pour les articles homonymes, voir Concerto grosso (homonymie).
Le Concerto grosso opus 3 no 1 en si bémol majeur HWV 312 est un concerto grosso de Georg Friedrich Haendel. Il est admis que ce concerto n'est pas une composition originale mais un montage de pièces déjà écrites par Haendel.

## Analyse de l'œuvre
1. Allegro
2. Largo
3. Allegro

## Instrumentation
- deux flûtes, deux hautbois, deux bassons, violon, cordes, continuo.